# Оливковые ибисы
Оливковые ибисы, или африканские ибисы (лат. Bostrychia), — род птиц из семейства ибисовых (Threskiornithidae).

## Описание
Длина тела 47—76 см. Масса тела до 1262 г.
В природе встречаются только на Африканском континенте.

## Классификация
В род включают пять видов. В узком понимании к роду относят только вид Bostrychia carunculata.
| Фото | Латинское название     | Русское название              | Распространение |
| ---- | ---------------------- | ----------------------------- | --- |
|      | Bostrychia carunculata | Украшенный ибис               | Эфиопия |
|      | Bostrychia hagedash    | Хагедаш или великолепный ибис | Судан, Бурунди, Эфиопия, Сенегал, Уганда, Танзания, Габон, Демократическая Республика Конго, Камерун, Гамбия, Кения, Сомали, Лесото, Ботсвана, Мозамбик, Зимбабве и ЮАР                                 |
|      | Bostrychia olivacea    | Зелёный ибис                  | Камерун, Демократическая Республика Конго, Республика Конго, Кот-д’Ивуар, Габон, Гана, Кения, Либерия, Нигерия, Сьерра-Леоне, Заир, Танзания и острова Сан-Томе и Принсипи                              |
|      | Bostrychia bocagei     | Малый оливковый ибис          | Сан-Томе |
|      | Bostrychia rara        | Пятнистогрудый ибис           | Ангола, Камерун, Центральноафриканская Республика, Республика Конго, Демократическая Республика Конго, Кот-д’Ивуар, Экваториальная Гвинея, Габон, Гана, Гвинея, Либерия, Нигерия, Сьерра-Леоне и Уганда |